# Cecidonia
Cecidonia Triebel & Rambold (cecidonia) – rodzaj grzybów z rodziny krążniczkowatych (Lecideaceae). Należą do niego dwa gatunki. Zaliczane są do grupy grzybów naporostowych. W Polsce występuje jeden gatunek.

## Systematyka i nazewnictwo
Pozycja w klasyfikacji według Index Fungorum: Lecideaceae, Lecideales, Lecanoromycetidae, Lecanoromycetes, Pezizomycotina, Ascomycota, Fungi.
Takson utworzyli w 1988 roku Dagmar Triebel i Gerhard Rambold. Nazwa polska według opracowania W. Fałtynowicza.
Gatunki:
- Cecidonia umbonella (Nyl.) Triebel & Rambold 1988
- Cecidonia xenophana (Körb.) Triebel & Rambold 1988 – cecidonia krążniczkowata

Nazwy naukowe na podstawie Index Fungorum. Nazwy polskie według W. Fałtynowicza.